# Parammoecius gibbus
Parammoecius gibbus är en skalbaggsart som beskrevs av Ernst Friedrich Germar 1817. Parammoecius gibbus ingår i släktet Parammoecius och familjen Aphodiidae. Inga underarter finns listade i Catalogue of Life.